# 私たちの偽装結婚
『私たちの偽装結婚』(わたしたちのぎそうけっこん、原題:어쩌다, 결혼、英語:Trade Your Love)は、2019年の韓国のロマンティック・コメディ映画である。
パク・ホチャン とパク・スジンが監督したコメディ映画である。偽装結婚する2人を、キム・ドンウクとコ・ソンヒが演じる。

## あらすじ
航空会社代表の子息で少々お調子者のソンソクは、両親から結婚しないと親の財産を相続できないと告げられる。けがのため引退した元陸上選手のヘジュは、自分の生き方を模索中だが親や兄弟からの結婚への圧力に困っている。そんな2人がひょんなことから飲食店で相席となり、意気投合する。お互いの利益・目的を実現するために、3年で離婚するという期間限定の結婚生活をおくるという契約を交わすことになる。2人の企ては順調にみえたが、2人のまわりでさまざまな騒動が発生する。

## キャスト
- キム・ドンウク - チョン・ソンソク
- コ・ソンヒ - パク・ヘジュ
- ファン・ボラ - ソン・ミヨン
- キム・ウィソン - チェ機長
- ヨム・ジョンア - ソンソクの継母

## スタッフ
- 監督:パク・ホチャン、パク・スジン
- 脚本:パク・ホチャン、パク・スジン、ハン・スジン
- 製作:チャン・ウォンソク、キム・ビョンソン
- 撮影:ソ・ジョンオ
- 美術:キム・ヒジン
- 音楽:モク・ヨンジン、チェ・ヒジョン
- 録音:ペク・スヒョン
- 編集:キム・ウイル、イム・シンミ